# Haimbachia pallescens
Haimbachia pallescens é uma espécie de mariposa pertencente à família Crambidae. Foi descrita pela primeira vez por Capps, em 1965. Pode-se encontrar na América do Norte, havendo registos da sua observação no Arizona.